# Mogoditshane
Mogoditshane est une ville du Botswana, du district de Kweneng. Lors du recensement de 2011, Mogoditshane comptait 58 079 habitants.